# Frankenstein’s Army
Frankenstein’s Army ist ein niederländisch-US-amerikanisch-tschechischer Found-Footage-Horrorfilm aus dem Jahr 2013, dessen Regie Richard Raaphorst übernommen hat. Drehbuchautoren sind Chris M. Mitchell und Miguel Tejada-Flores. In den Hauptrollen sind Karel Roden, Joshua Sasse und Robert Gwilym zu sehen.

## Handlung
Der Film spielt gegen Ende des Zweiten Weltkriegs. Eine sowjetische Aufklärungsgruppe erhält einen Notruf von anderen Sowjets, dem zu folgen sie weiter nach Deutschland hinein führen würde. Die Nachricht wiederholt sich immer weiter, ohne dass sie eine Antwort auf ihre Rückfragen bekommen. Zeitgleich mit Empfang dieser Nachricht verliert die Gruppe den Funkkontakt mit ihren Befehlshabern. Obwohl die Gruppe sich über die Existenz anderer sowjetischer Truppen in der Region uneins ist, befiehlt ihr Kommandant Novikov, dem Notruf zu folgen. Ein sowjetischer Propagandist, Dmitri, filmt die Mission, interviewt die Soldaten und dokumentiert ihre Fortschritte.
Als sie sich den angegebenen Koordinaten nähern, bemerkt Dmitri einige sonderbare Vorkommnisse und filmt sie. Beispielsweise führt der Weg sie vorbei an toten Nazis, eigenartigen Skelette, die aussehen, als seien sie halb Mensch, halb Maschine, einem heruntergebrannten Kloster voller massakrierter Nonnen, sowie einer seltsamen Maschinerie. Als die Soldaten am Ziel ankommen, finden sie eine verlassene Kirche vor, die von einem „Zombot“ (Zombie Roboter), einem Untoten mit Metallimplantaten, bewacht wird. Der Zombot tötet Novikov, woraufhin Sergei die Führung übernimmt. Der hitzköpfige Vassili fordert seine Autorität heraus, aber die anderen in der Gruppe unterstützen Sergei.
Als ein Hausmeister die Kirche betritt, wird er von Dmitri verhört, doch Vassili wird ungeduldig und foltert den Mann für Informationen. Der Hausmeister führt sie daraufhin in eine Falle der Zombots und entkommt. Die überlebenden Soldaten fliehen tiefer in die Katakomben, wo sie einigen überlebenden Nazis begegnen.
Inmitten des Gemetzels entdeckt Sergei, dass Dmitri sie getäuscht hat: Der Notruf war nur eine List von Dmitri, der auch das Funksignal blockiert hatte. Dmitri fordert, dass die anderen sich ihm auf seiner geheimen Mission anschließen. Er will den Nazi-Wissenschaftler, der die Zombots geschaffen hat, gefangen nehmen oder töten. Wütend darüber, dass sie getäuscht und unvorbereitet in diese Mission geführt worden waren, drohen die Soldaten, Dmitri zu töten. Doch nachdem er ihre Familien mit Vergeltung bedroht hat, übernimmt er dennoch das Kommando. Als Dmitri sie tiefer in die Katakomben hineinführt und sie auf immer bizarrere Vorkommnisse stoßen, meutert die Truppe und sie verlassen Dmitri, nachdem sie ihn einen Schacht hinuntergeworfen haben.
Dmitri erforscht das Hauptlabor, wird dabei jedoch von den Zombots entdeckt und bewusstlos geschlagen. Als er wieder aufwacht, ist er ein Gefangener des Hausmeisters, der sich als Dr. Viktor Frankenstein herausstellt, ein Nachkomme des ursprünglichen Victor Frankenstein. Dieser erschuf die Zombots und wandte sich damit als Abtrünniger gegen die Nazi-Herrschaft. Dmitri versucht, Frankenstein zu rekrutieren, der sich zum Überlaufen jedoch nicht festlegen will. Stattdessen schlägt Frankenstein ein Experiment vor, von dem er sagt, dass es den Krieg beenden wird: das Gehirn des gefangenen Sergei und eines Nazi-Offiziers zu einem Ganzen zusammenzufügen. Dmitri tut nichts um Sergei zu retten, der ihm Rache schwört. Frankenstein experimentiert weiter mit Dmitri, aber Flugzeuge bombardieren das Labor, und der letzte überlebende sowjetische Soldat Sacha erschießt Frankenstein. Sacha nimmt sich Dmitris Kamera und flieht, genau in dem Moment als der zusammengesetzte Körper von Sergei lebendig wird und Dmitri tötet.

## Produktion
Regisseur Richard Raaphorst nahm die Inspiration zum Film aus den Ängsten seiner eigenen Kindheit. Als er über Ideen für einen Monsterfilm nachdachte, erinnerte er sich an seine eigene Verstörung über die Frankensteingeschichte. Er nahm also diese und erweiterte sie auf den Zweiten Weltkrieg. Er sagte, die Idee einer Frankensteinarmee im Zweiten Weltkrieg habe er deshalb so anziehend gefunden, weil die Idee so „wahnsinnig“ sei. Zuvor hatte Raaphorst an einem Film mit dem Titel Worst Case Scenario gearbeitet, in dem auch Zombots vorkommen sollten. Dieser Film wurde allerdings aufgrund finanzieller Schwierigkeiten nie veröffentlicht und Raaphorst gab an, die Filme hätten auch nichts miteinander zu tun.
Die Dreharbeiten begannen im März 2012 in Karlovy Vary in Tschechien. Obwohl der Film Computer Generated Imagery (CGI) verwendet, wurden die meisten Effekte real dargestellt. So wurden beispielsweise Stuntmen tatsächlich in Brand gesetzt, was lange, komplizierte Einzelaufnahmen erfordert. Inspiration zu diesem Vorgehen nahm er sich von John Carpenters Film Das Ding aus einer anderen Welt. Raaphorst sagte, er habe während des Filmens Zweifel am Vorgehen gehabt, doch am Ende habe es sich bewährt.

## Veröffentlichung
Der Film hatte seine Premiere beim International Film Festival Rotterdam am 26. Januar 2013. In den USA wurde er am 26. Juli 2013 veröffentlicht. In Deutschland erschien er am 24. September 2013 auf DVD, kurz nach der DVD-Veröffentlichung in den USA am 10. September 2013.

## Kritiken
Der Film konnte bisher 58 Prozent der Kritiker bei Rotten Tomatoes überzeugen (von 26 Kritikern insgesamt), die eine durchschnittliche Wertung von 5,5 vergaben. Scott Foundas von Variety stellte als Fazit fest, „mit diesem Found-Footage-Horror-Thriller wird der Regisseur Richard Raaphorst auf dem Radar Hollywoods erscheinen.“ Stefan Dabrock von Filmstarts vergab 3,5/5 Sterne und fasste zusammen: „Richard Raaphorst setzt bei seinem Found-Footage-Film auf absurde Ideen, mit deren Hilfe er nicht nur dem Wahnsinn ein treffendes Gesicht verleiht, sondern auch die Nazi-Übermenschen-Ideologie satirisch auf die jämmerliche Spitze treibt.“